# Physegenua urina
Physegenua urina är en tvåvingeart som först beskrevs av Giglio-tos 1893.  Physegenua urina ingår i släktet Physegenua och familjen lövflugor. Inga underarter finns listade i Catalogue of Life.